# HMS Highflyer (1813)
Pour les autres navires du même nom, voir HMS Highflyer.
Le Highflyer est une goélette privée américaine lancée en 1811. Armée en guerre, elle est capturée en 1813 par les Anglais et devient le  HMS Highflyer, de nouveau capturé par les Américains en 1813. 

## Histoire
Début 1813, le Highflyer est armé par la marine d'État du Massachusetts. Le 9 janvier 1813, il est capturé par la Royal Navy. Le 9 septembre 1813, la goélette est recapturée par la frégate USS President.